# Greta Galisch de Palma
Greta Galisch de Palma (* 19. Januar 1976 in Torgau) ist eine deutsche Schauspielerin, Synchron- und Hörspielsprecherin.

## Leben
Greta Galisch de Palma studierte von 1994 bis 1998  Schauspiel an der Hochschule für Musik und Theater Leipzig. Danach war sie von 1998 bis 2000 am neuen theater in Halle/Saale und von 2000 bis 2003 am Städtischen Theater Chemnitz engagiert. 2006 war sie in der Sat.1-Serie Unter den Linden – Das Haus Gravenhorst als Christine Orlearius und zwischen Oktober 2006 und Februar 2007 in der 16. und letzten Staffel der RTL-Serie Hinter Gittern – Der Frauenknast in der Rolle der Insassin Lena Baumgarten zu sehen. Vom 7. Mai bis zum 28. September 2012 war sie als Greta Sandacker in der ZDF-Telenovela Wege zum Glück – Spuren im Sand zu sehen.
Neben vielen Synchronarbeiten ist Greta Galisch de Palma seit 2020 mit „Angie“ auch als eine der Hauptfiguren in einer Hörspielserie, den Chroniken des Grauens nach H. P. Lovecraft, zu hören.

## Filmografie (Auswahl)
- 2003: SOKO Leipzig
- 2003: Schloss Einstein
- 2004: Unser Charly
- 2004: SOKO Leipzig
- 2004: Das Zimmermädchen und der Millionär
- 2005–2006: Unter den Linden – Das Haus Gravenhorst
- 2006: Oh Tannenbaum
- 2006–2007: Hinter Gittern – Der Frauenknast
- 2007: Deadline – Jede Sekunde zählt
- 2007: SOKO Wismar (Fernsehserie, Folge Alles Mist)
- 2008: Die Hitzewelle – Keiner kann entkommen
- 2008: Inga Lindström – Der Zauber von Sandbergen
- 2008: GSG 9 – Die Elite Einheit
- 2008: Hallo Robbi
- 2008: On time
- 2009: SOKO 5113 (Fernsehserie, Folge Ein Käfig voller Künstler)
- 2010: Liebe am Fjord – Der Gesang des Windes (Fernsehreihe, Folge 1)
- 2010: In aller Freundschaft (Fernsehserie, Folge Generationswechsel)
- 2011: Countdown – Die Jagd beginnt
- 2011: Notruf Hafenkante (Fernsehserie, Folge Gefährliche Begegnung)
- 2011: Für kein Geld der Welt
- 2011: Linda geht tanzen
- 2012: Wege zum Glück – Spuren im Sand
- 2012: Der Rekordbeobachter
- 2012: Tierisch verknallt
- 2013: Heiter bis tödlich: Hauptstadtrevier (Fernsehserie, Folge Der Vormund)
- 2013: Löwenzahn
- 2014: Frauen verstehen
- 2014: SOKO Stuttgart (Fernsehserie, Folge Häuslebauer)
- 2014: SOKO Wismar (Fernsehserie, Folge Das Nashorn)
- 2014: Ein Fall von Liebe (Fernsehserie, Folge Gefährliche Ente)
- 2014: In aller Freundschaft (Fernsehserie, Folge Auf Gedeih und Verderb)
- 2017: Gute Zeiten, schlechte Zeiten (Fernsehserie)
- 2018: SOKO Stuttgart (Fernsehserie, Folge 0900 Liebe)
- 2019: 23 Morde – Bereit für die Wahrheit? (Fernsehserie, Folge Messer)
- 2019: Notruf Hafenkante (Fernsehserie, Folge Dunkle Welten)
- 2019: Der satirische Jahresrückblick im ZDF
- 2020: SOKO Leipzig (Fernsehserie, Folge Druck)
- 2021: SOKO Wismar (Fernsehserie, Folge Scheiden tut weh)
- 2022: Freunde sind mehr – Zur Feier des Tages
- 2022: Freunde sind mehr – Viergefühl
- 2023, 2025: In aller Freundschaft (Fernsehserie, Folgen Hör’ auf mich!, Alles aus Liebe, Selbstbestimmung, Schwingungen)
- 2024: Blutige Anfänger (Fernsehserie, Folge Stiller Alarm)
- 2024: Die Notärztin (Fernsehserie, Folge Testosteron)
- 2025: Die Kanzlei (Fernsehserie, Folge Irre Zeiten)

## Theater (Auswahl)
- 2019: Störtebeker Festspiele (Naturbühne Ralswiek) als Smilla

## Synchronrollen (Auswahl)
- 2012: Anna Pihl – Auf Streife in Kopenhagen
- 2013: Blood-C: The Last Dark
- 2013: Banshee – Small Town. Big Secrets.
- 2013: Misfits
- 2014: Orange Is the New Black … als Marisol „Flaca“ Gonzalez für Jackie Cruz[1]
- 2014: Tokarev – Die Vergangenheit stirbt niemals
- 2015: Henry Danger … als „Gina“ für Stephanie Fantauzzi
- 2017: Die Telefonistinnen … als „Marisol“ für Agnès Llobet
- 2018: Birds of Passage – Das grüne Gold der Wayuu … als eine der Hauptrollen „Zaida“ für Natalia Reyes
- 2019: ZeroZeroZero … als „Lucia“ für Nika Perrone
- 2020: The Haunting of Bly Manor … als eine der Hauptrollen „Jamie“ für Amalia Eve
- 2022: Grey’s Anatomy … als „Dr. Michelle Lin“ für Lynn Chen
- 2024: Navy CIS: Hawaiʻi … als Barkeeperin für Annie Tedesco

## Hörspiele (Auswahl)
- 2016: audible: Kill Shakespeare als eine der Hauptfiguren „Julia Capulet“
- 2017: Contendo Media: Mord in Serie 30: Bis in den Tod als „Cindy Pietsch“
- 2020: Markus Winter: Howard Phillips Lovecraft – Chroniken des Grauens als eine der Hauptfiguren „Angie“
- 2021: audible: Die 3 Senioren in der Folge Diagnose Mörderisch

## Hörbücher
- 2021: Mina Teichert: Honigherzen, Roman, Audio Verlag München